# Thérèse Dion
Thérèse Tanguay-Dion (znana jako Maman Dion; ur. 20 marca 1927 w Mont-Albert, zm. 17 stycznia 2020 w Montrealu) – kanadyjska osobowość telewizyjna. Matka piosenkarki Céline Dion.
Urodziła się na kanadyjskim półwyspie Gaspésie, podobnie jak jej mąż, Adhémar Dion. Jej rodzicami byli Antoinette (z domu Sergerie) i Lauréat Achille Tanguay. Wprowadziła na rynek swoją własną linię produktów spożywczych, Pâtés de Maman Dion i była gospodarzem programu kulinarnego dla TVA o nazwie Maman Dion. Była również sponsorem Fondation Maman Dion, fundacji edukacyjnej, która dostarcza podstawowe artykuły szkolne, odzież czy okulary dla dzieci w trudnej sytuacji materialnej.
Zmarła 17 stycznia 2020, w otoczeniu rodziny w Montrealu.

## Dzieci
Była matką czternaściorga dzieci:
- Denise Dion (ur. 16 sierpnia 1946)
- Clément Dion (ur. 2 listopada 1947)
- Claudette Dion (ur. 10 grudnia 1948)
- Liette Dion (ur. 8 lutego 1950)
- Michel Dion (ur. 18 sierpnia 1952)
- Louise Dion (ur. 22 września 1953)
- Jacques Dion (ur. 10 marca 1955)
- Daniel Dion (ur. 29 listopada 1956, zm. 16 stycznia 2016)
- Ghislaine Dion (ur. 28 lipca 1958)
- Linda Dion (ur. 23 czerwca 1959)
- Manon Dion (ur. 7 października 1960)
- Paul Dion (ur. 3 kwietnia 1962)
- Pauline Dion (ur. 3 kwietnia 1962)
- Céline Dion (ur. 30 marca 1968)